# Riihijärvi
Riihijärvi är en sjö i Finland. Den ligger i kommunen Euraåminne i landskapet Satakunta, i den sydvästra delen av landet, 210 km nordväst om huvudstaden Helsingfors. Riihijärvi ligger 29,3 meter över havet. Den ligger vid sjön Pinkjärvi. I omgivningarna runt Riihijärvi växer i huvudsak blandskog. Arean är 25,6 hektar och strandlinjen är 2,43 kilometer lång. Sjön  ingår i Bottenhavets kustområde. 